# Championnat de Suisse masculin de basket-ball 2014-2015
Navigation
Saison 2013-2014 Saison 2015-2016
La saison 2014-2015 de LNA est la 81e édition du championnat Suisse de basket-ball organisée par la Ligue nationale de basket-ball amateur. Elle voit s'imposer les Lions de Genève pour la seconde fois.

## Formule de la compétition
Huit équipes prennent part au championnat, où elles se rencontrent chacune trois fois lors des trois tours de la phase préliminaire. D'abord en matchs aller et retour pour les deux premiers tours (une fois à domicile, une fois à l'extérieur), puis à l'issue de ces deux tours (quatorze matchs par équipe) l'ordre des rencontres du troisième tour est défini selon le classement. Chaque équipe se rencontre alors une troisième fois.
À l'issue des trois tours de la phase préliminaire les équipes classées du premier au sixième rang disputent « l'Étape des vainqueurs » (aussi appelée « phase finale pour le titre » ou « tour de play-off ») : chacune de ses six équipes se rencontre à nouveau lors de matchs aller-retour (dix matchs par équipe).
À l'issue de ce tour « final » les équipes classées du premier au quatrième rang disputent les « play-offs » - un tournoi final - pour le titre.
Par ailleurs les équipes classées du 7e au 8e rang de la phases préliminaires participent au tour de promotion/relégation entre la LNA et la LNB.
Durant la phase préliminaire et l'Étape des vainqueurs, chaque victoire rapporte deux points, chaque défaite zéro (en cas de match nul, il y a des prolongations, il ne peut y avoir de matchs nuls). À la fin de cette phase préliminaire, en cas d'égalité les équipes sont départagées par les résultats des confrontations directes.
Dans le tableau final les demi-finales se jouent au meilleur des cinq manches (la première équipe remportant trois matchs a gagné) et la finale au meilleur des sept manches (il faut en remporter quatre pour gagner).

## Calendrier
Les matchs de la phase préliminaire se sont joués du samedi 4 octobre 2014 au 21 février 2015, les matchs de l'étape des vainqueurs du vendredi 27 février 2015 au dimanche 19 avril 2015, ceux du tournoi final du samedi 25 avril 2015 au vendredi 23 mai 2015 et ceux du tournoi de promotion relégation du samedi 28 février 2015 au dimanche 26 avril 2015.

## Phase préliminaire
Classement à l'issue de la phase préliminaire, :
| Classement | Équipe                       | M  | V  | D  | FF | Marq. | Enc. | Sc.  | MatD | PtD | ScD | Points |
| ---------- | ---------------------------- | -- | -- | -- | -- | ----- | ---- | ---- | ---- | --- | --- | ------ |
| 1          | Lugano Tigers                | 21 | 15 | 6  | 0  | 1728  | 1519 | 209  | 6    | 3   | 15  | 30     |
| 2          | Union Neuchâtel Basket       | 21 | 15 | 6  | 0  | 1687  | 1551 | 137  | 6    | 3   | 4   | 30     |
| 2          | Les Lions de Genève          | 21 | 15 | 6  | 0  | 1630  | 1461 | 169  | 6    | 3   | -19 | 30     |
| 4          | Fribourg Olympic             | 21 | 14 | 7  | 0  | 1758  | 1616 | 142  |      |     |     | 28     |
| 5          | Starwings Basket Regio Basel | 21 | 11 | 10 | 0  | 1662  | 1721 | -59  |      |     |     | 22     |
| 6          | BBC Monthey                  | 21 | 5  | 16 | 0  | 1555  | 1678 | -123 | 3    | 2   | 6   | 10     |
| 7          | BC Boncourt Red Team         | 21 | 5  | 16 | 0  | 1602  | 1759 | -157 | 3    | 1   | -6  | 10     |
| 8          | 5 STELLE SAM Basket Massagno | 21 | 4  | 17 | 0  | 1484  | 1801 | -317 |      |     |     | 8      |

## Étape des vainqueurs
Les six équipes qualifiées pour cette seconde phase démarrent avec la moitié des points marqués lors de la phase préliminaires. À ces points résiduels s'ajoutent ceux acquis lors des dix matchs joués pour cette « phase finale pour le titre », :
| Classement | Équipe                       | M  | V | D  | FF | Marq. | Enc. | Sc.  | PtsA | PtsI | PtsT |
| ---------- | ---------------------------- | -- | - | -- | -- | ----- | ---- | ---- | ---- | ---- | ---- |
| 1          | Les Lions de Genève          | 10 | 8 | 2  | 0  | 866   | 751  | 115  | 16   | 15   | 31   |
| 2          | Union Neuchâtel Basket       | 10 | 7 | 3  | 0  | 854   | 782  | 72   | 14   | 15   | 29   |
| 3          | Lugano Tigers                | 10 | 6 | 5  | 0  | 840   | 808  | 32   | 12   | 15   | 27   |
| 4          | Fribourg Olympic             | 10 | 5 | 5  | 0  | 777   | 723  | 54   | 10   | 14   | 24   |
| 5          | Starwings Basket Regio Basel | 10 | 4 | 6  | 0  | 782   | 874  | -92  | 8    | 11   | 19   |
| 6          | BBC Monthey                  | 10 | 0 | 10 | 0  | 767   | 948  | -181 | 0    | 5    | 5    |

## Playoffs
Pour chaque confrontation, l'équipe la mieux classée lors de la phase précédente à l'avantage du terrain : elle reçoit lors des deux premiers matchs (puis lors des éventuels 4e et 6e matchs),

### Tableau
|  | Demi-finales | Demi-finales     | Demi-finales    | Demi-finales | Demi-finales | Demi-finales | Demi-finales |                 |                 | Finale | Finale | Finale | Finale | Finale | Finale | Finale | Finale | Finale |  |  |  |  |  |  |  |  |  |
|  |              |                  |                 |              |              |              |              |                 |                 |        |        |        |        |        |        |        |        |        |  |  |  |  |  |  |  |  |  |
|  | 1            | Lions de Genève  | 81              | 83           | 93           |              |              |                 |                 |        |        |        |        |        |        |        |        |        |  |  |  |  |  |  |  |  |  |
|  | 5            | Fribourg Olympic | 67              | 69           | 87           |              |              |                 |                 |        |        |        |        |        |        |        |        |        |  |  |  |  |  |  |  |  |  |
|  | 5            | Fribourg Olympic | 67              | 69           | 87           |              | 1            | Lions de Genève | 74              | 79     | 70     | 66     | 78     |        |        |        |        |        |  |  |  |  |  |  |  |  |  |
|  |              |                  |                 |              |              |              |              | Lions de Genève | 74              | 79     | 70     | 66     | 78     |        |        |        |        |        |  |  |  |  |  |  |  |  |  |
|  |              | 3                | Union Neuchâtel | 66           | 74           | 64           | 70           | 68              |                 |        |        |        |        |        |        |        |        |        |  |  |  |  |  |  |  |  |  |
|  | 2            | 3                | Union Neuchâtel | 66           | 74           | 64           | 70           | 68              | Union Neuchâtel | 76     | 83     | 58     | 75     | 83     |        |        |        |        |  |  |  |  |  |  |  |  |  |
|  | 2            |                  |                 |              |              |              |              |                 | Union Neuchâtel | 76     | 83     | 58     | 75     | 83     |        |        |        |        |  |  |  |  |  |  |  |  |  |
|  | 3            | AB Lugano Tigers | 79              | 68           | 78           | 72           | 48           |                 |                 |        |        |        |        |        |        |        |        |        |  |  |  |  |  |  |  |  |  |

## Promotion / relégation
La phase de promotion relégation se joue entre les deux plus mauvaises équipes de la saison de LNA et les quatre meilleures de LNB. Elle prend la forme d'une série de matchs aller-retour ou chaque équipe se rencontre deux fois (soit dix matchs par équipes). À l'issue de ce mini championnat les quatre meilleures équipes montent ou restent en LNA et les deux dernières descendent ou restent en LNB. En effet, lors de la saison 2015-2016 le nombre d'équipe jouant en LNA est augmenté de huit à dix.
À l'issue de cette phase les clubs de Massagno, Boncourt, Aarau et Lucerne obtiennent leur place pour la LNA tandis que Lausanne et Winterthour sont promis à la LNB. Mais le BC Alte Kanti Aarau et le Swiss Central Basket hésitent à monter en première division et finalement, comme en 2012, le club d'Aarau renonce. Le BC Winterthur est alors repêché et monte en LNA à sa place.
| Classement | Équipe                       | M  | V | D | FF | Marq. | Enc. | Sc. | MatD | PtD | ScD | Points |    |
| ---------- | ---------------------------- | -- | - | - | -- | ----- | ---- | --- | ---- | --- | --- | ------ | -- |
| 1          | 5 STELLE SAM Basket Massagno | 10 | 7 | 3 | 0  | 808   | 739  | 23  | 2    | 2   | 0   | 48     | 14 |
| 2          | BC Boncourt Red Team         | 10 | 7 | 3 | 0  | 801   | 762  | 39  | 2    | 0   | 2   | -48    | 14 |
| 3          | BC Alte Kanti Aarau LNBM     | 10 | 6 | 4 | 0  | 762   | 739  | 23  | 2    | 1   | 1   | 8      | 12 |
| 4          | Swiss Central Basket         | 10 | 6 | 4 | 0  | 704   | 717  | -13 | 2    | 1   | 1   | -8     | 12 |
| 5          | BBC Lausanne                 | 10 | 2 | 8 | 0  | 730   | 794  | -64 | 2    | 1   | 1   | 3      | 4  |
| 6          | BC Winterthur                | 10 | 2 | 8 | 0  | 691   | 756  | -64 | 2    | 1   | 1   | -3     | 4  |